# (1199) Geldonia
(1199) Geldonia – planetoida z pasa głównego asteroid okrążająca Słońce w ciągu 5 lat i 91 dni w średniej odległości 3,02 au. Została odkryta 14 września 1931 w Observatoire Royal de Belgique w Uccle przez Eugène’a Delporte. Nazwa planetoidy pochodzi od łacińskiej nazwy Jodoigne, miasta w Belgii, w którym urodził się odkrywca. Przed nadaniem nazwy planetoida nosiła oznaczenie tymczasowe (1199) 1931 RF.